# Comté de Garden
Le comté de Garden est un comté de l'État du Nebraska, aux États-Unis. Son siège est la ville d'Oshkosh.